# 罗盘草
罗盘草是菊科松香草属的一个种，分布于加拿大东南部和美国中东部。罗盘草得名于其叶片两面分别指向东西方向，叶片所在平面平行于南北方向，像罗盘一样为人指明方向。野莴苣也有类似现象。其树脂被北美原住民当作口香糖咀嚼。

## 圖集

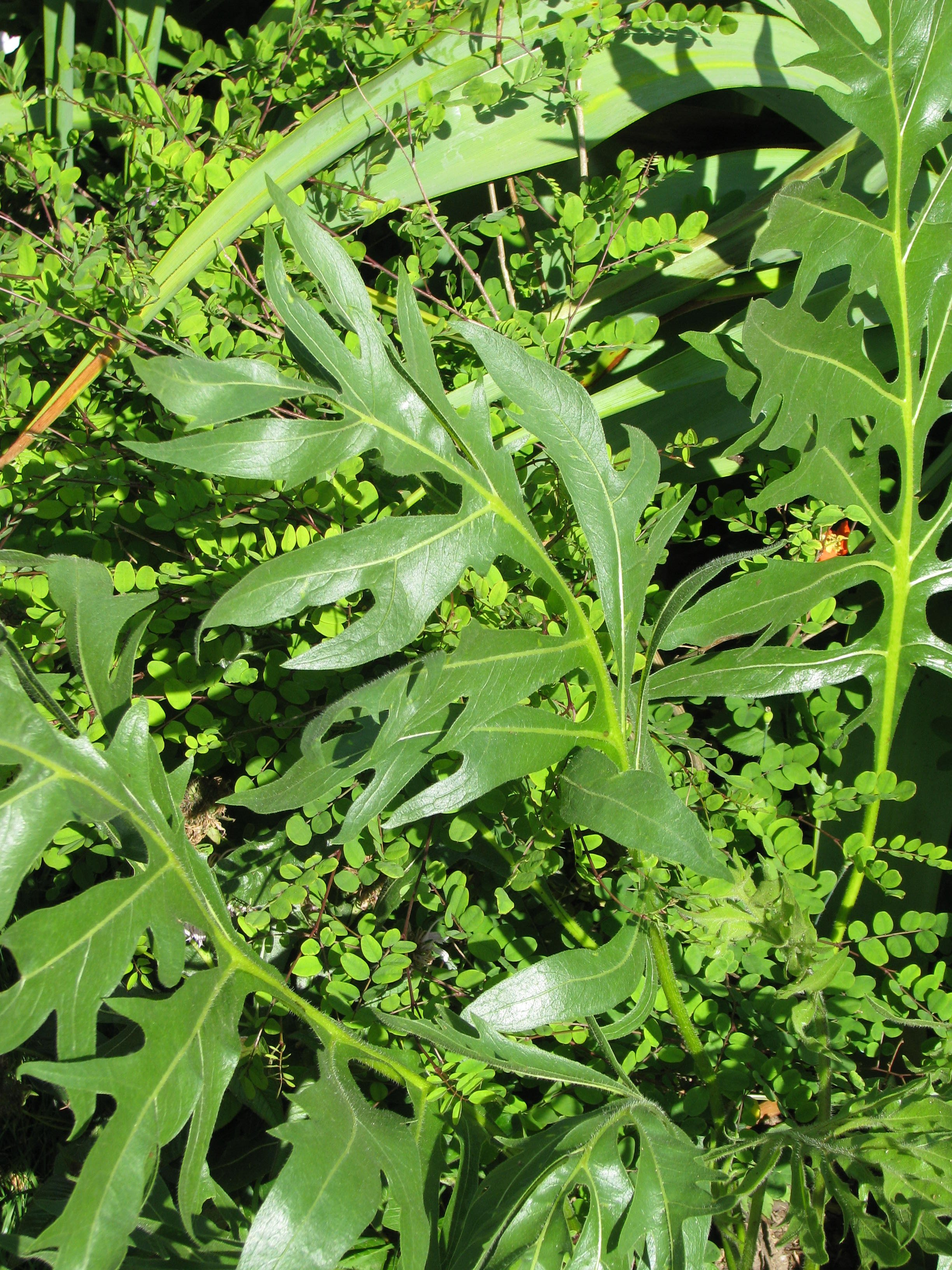
叶
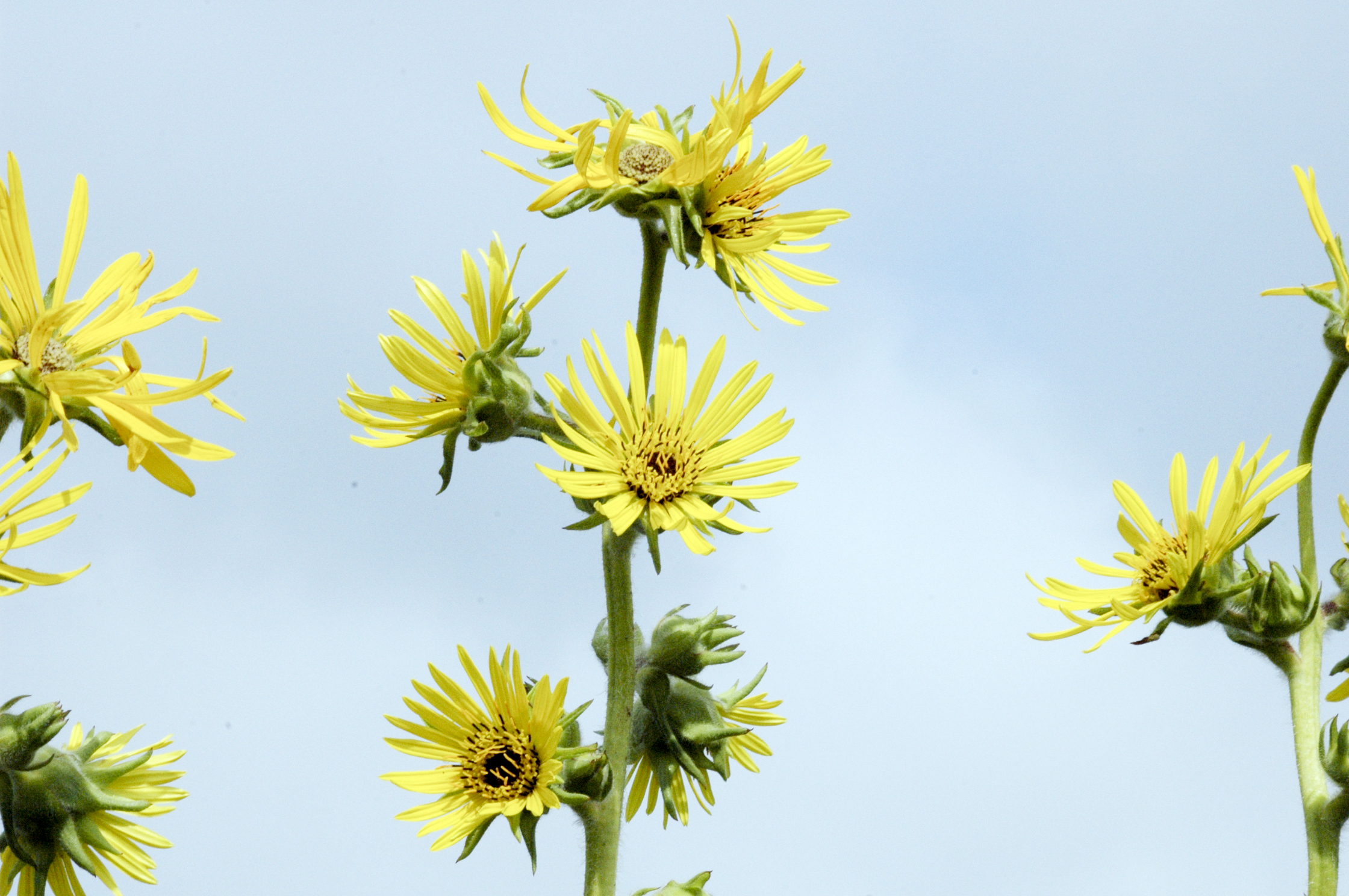
花序
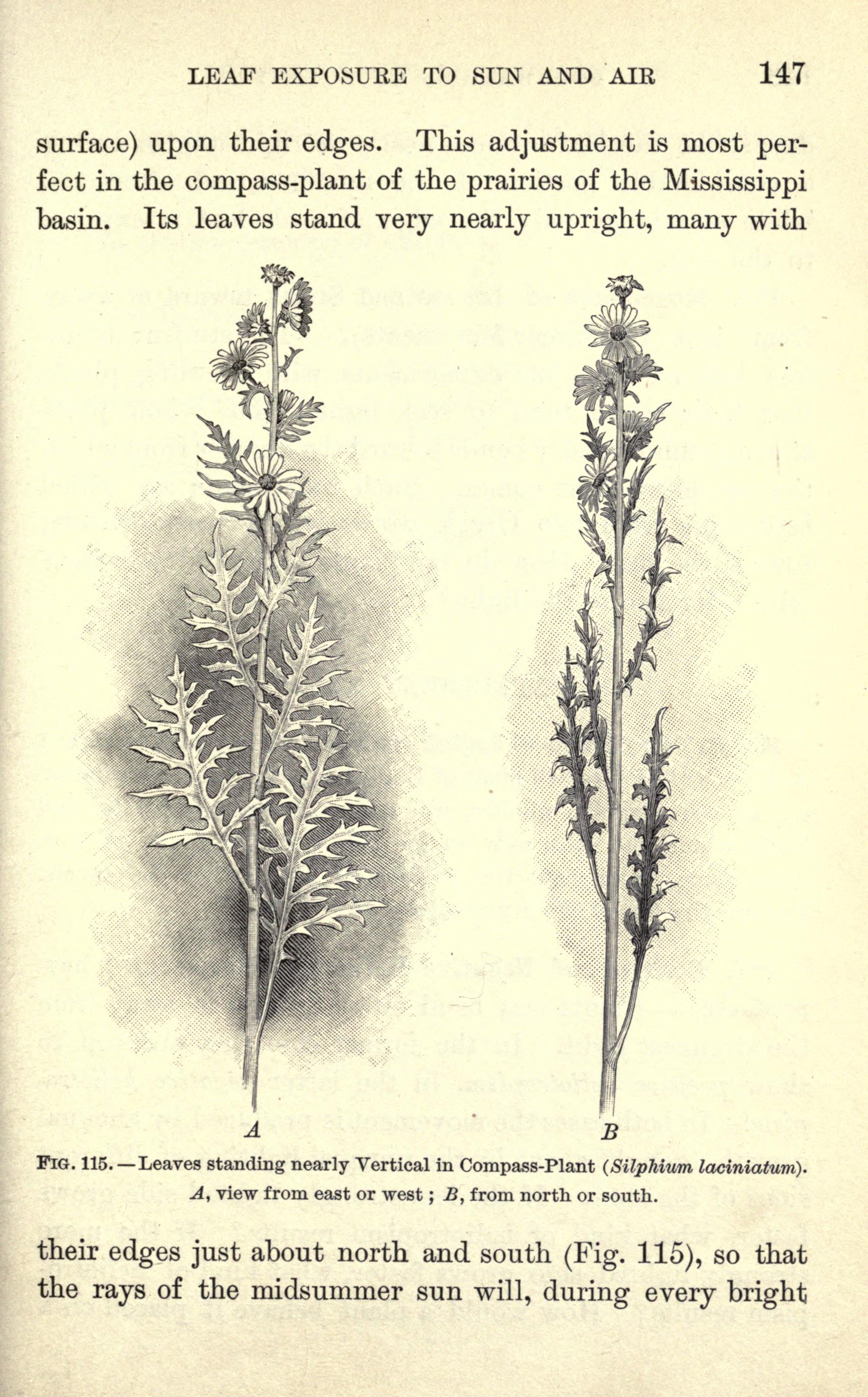
从东西方向看和从南北方向看的罗盘草形态